# Jardin colonial des Plantes de Saint-Pierre
Le Jardin colonial des Plantes était le jardin botanique de Saint-Pierre, situé le long de la route des Trois Ponts, à l'extrémité orientale du quartier du Centre, en Martinique.

## Histoire
En 1786, l'intendant des Îles-du-Vent de l'Amérique, Jean-François Foulquier, demande au roi Louis XVI l'autorisation d'établir dans le quartier de Saint-Pierre appelé Parnasse un jardin botanique, sous le nom de Jardin du roi, qui servirait à envoyer en France des plantes des Antilles ou à acclimater des plantes européennes qui pourraient être utiles aux îles. Mais le roi n'accède pas à ce désir. « Nous ne pensons plus, précisent, en 1787, le gouverneur Damas et l'intendant Foulquier, à l'établissement d'un jardin botanique puisque vous ne l'avez pas jugé convenable. »
Au lendemain de la paix d’Amiens qui signe le retour de la Martinique dans le giron de la France, un Jardin colonial des Plantes est établi à Saint-Pierre par un arrêté du 30 pluviôse an XI (19 février 1803), le long de la route des Trois Ponts menant au Morne-Rouge, sur le morne Parnasse, dans l'habitation de Corinthe, dite le Poirier, dépendante autrefois du couvent des dames Ursulines. En érigeant un tel monument destiné à l’embellissement de la colonie, le préfet colonial Charles-Henri Bertin et l’amiral Villaret-Joyeuse souhaitent manifester la reconnaissance des colons de la Martinique à la France. L'accès au jardin depuis Saint-Pierre se fait en remontant la Savane du Fort le long de la Roxelane jusqu'au Boulevard, puis par la route nationale des Trois Ponts, en passant devant le grand morne Labelle, jusqu'au morne Parnasse situé sur la droite de la route et sur les pentes duquel s'étale le Jardin des Plantes.
Le jardin est conçu à la fois comme un jardin d'essai, d’acclimatation et un lieu de promenade où se développe et s’expose la riche production des îles. Dès l'origine et durant toute son existence, le Jardin botanique de Saint-Vincent, celui de Cayenne et le Jardin du Roi de l'île Bourbon l'enrichissent d'un grand nombre de plantes précieuses. Son directeur, Gabriel Castelnau d'Auros, entretient des relations suivies avec M. Anderson, directeur du Jardin des plantes de la colonie britannique de Saint-Vincent, riche aussi en productions des Antilles. Le principal but du Jardin des Plantes de Saint-Pierre est de naturaliser dans la colonie les plantes des Indes orientales, et principalement les épiceries, de fournir au Jardin des Plantes de la métropole celles qui pourraient y manquer, de rassembler des plantes indigènes et de former un dépôt de plantes médicinales pour l'usage des indigents.
En 1810, les habitants craignant une dégénération complète du caféier s'adressent à ce sujet au gouverneur anglais de la Martinique, John Broderick, qui fait venir de jeunes plants de cet arbuste de la Guyane néerlandaise pour former une pépinière dans le jardin de Saint-Pierre.
Le Jardin des Plantes est ceinturé d'un mur de clôture du côté de la route des Trois Ponts, construit en 1817 par l'administration coloniale pour la somme de 3 444,80 francs.

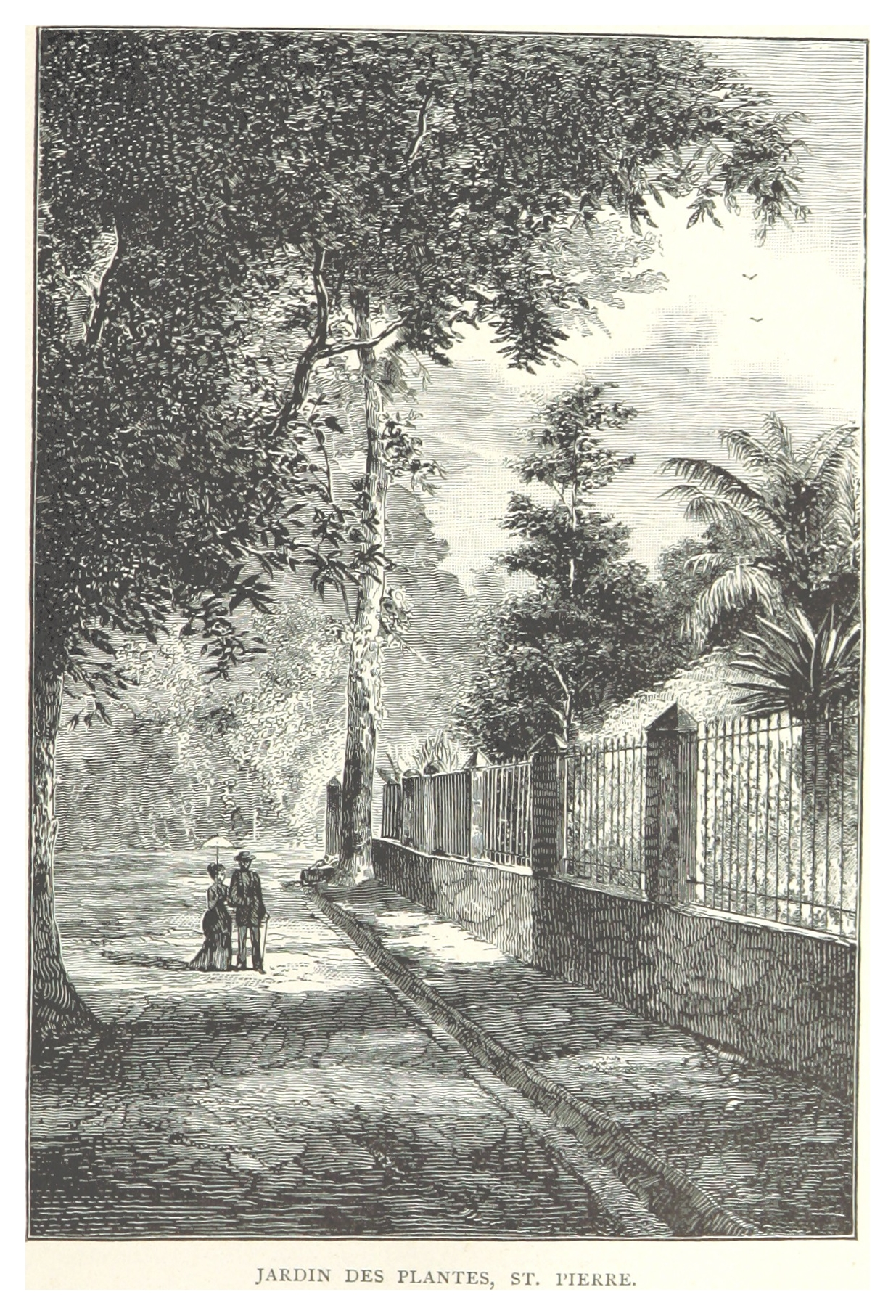
Clôture du Jardin des Plantes en 1885.
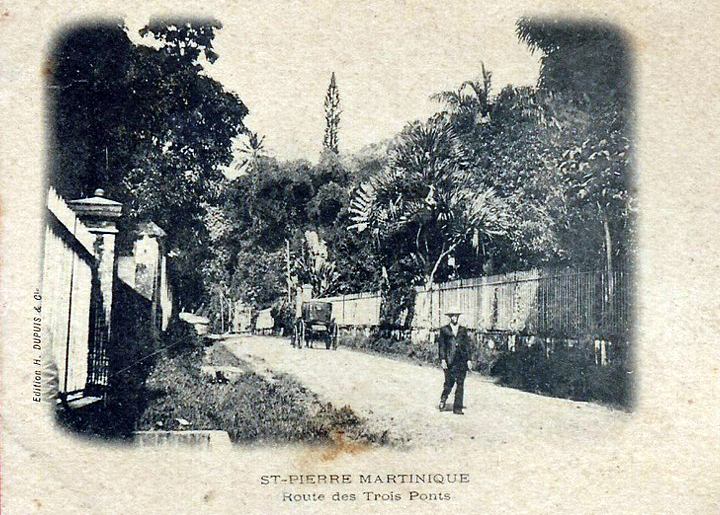
La route des Trois Ponts longeant le Jardin des Plantes en 1900.
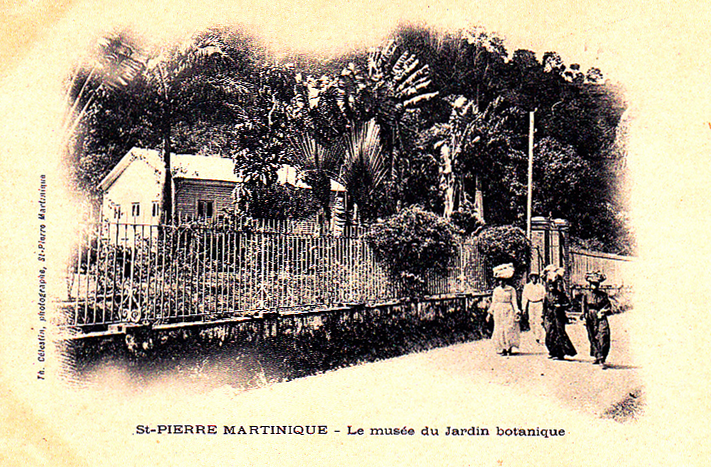
Clôture et musée du jardin botanique vus depuis la route des Trois Ponts.

La crise du sucre de 1838, associée à l’émancipation des esclaves dix ans plus tard, porte un coup sévère à la prospérité du jardin. Sa gestion est confiée à la Société d'Agriculture en 1840 et on procède, à cette date, à la réparation du mur de clôture. Après la restauration entreprise par son charismatique directeur Charles Bélanger en 1853, le jardin retrouve son rayonnement d'antan. En 1856, 1850 espèces y sont répertoriées et il fournit en plantes rares de nombreux jardins d'Europe et des colonies françaises. Le jardin est agrandi en 1861 par l'annexion de l'habitation domaniale de Tivoli, mais c’est en 1886 que le jardin acquiert sa dimension définitive, s’étendant alors sur six hectares. Devenu un établissement scientifique important, le Laboratoire Agricole y est rattaché la même année.
La renommée du jardin attire des visiteurs illustres parmi lesquels le prince Alfred d’Angleterre qui s’émerveille lors d’une escale en Martinique en 1861.
Le Jardin des Plantes a pendant près d’un siècle, fait partie intégrante du cadre de vie des Pierrotins. Ce vaste domaine naturel est devenu au fil du temps un site patrimonial à part entière, véritable conservatoire des richesses végétales originaires des quatre coins du monde. Si l’éruption de la montagne Pelée le 8 mai 1902, sonne le glas de ce bel édifice, l’œuvre accomplie pendant près d’un siècle se poursuit au sein des nouveaux jardins d’essai installés à Fort-de-France : celui de Tivoli dès 1902, pour relancer l’agriculture auprès des réfugiés de Saint-Pierre, et celui de Desclieux en 1918 où la multiplication des espèces végétales et l’expérimentation de nouvelles méthodes de cultures se poursuivent. Il faut attendre 1940 pour voir se créer en Martinique, au jardin d’essai de Tivoli, un enseignement agricole pérenne.

## Directeurs
- 21 mai 1803[2] - fin 1814[3] : Gabriel Castelnau d'Auros[4]
- fin 1814[3] - 1er août 1827[5] : Rolland Le Grand[6]
- 1er août 1827[7] - novembre 1827[8] : Artaud
- 3 décembre 1827[9] - 6 janvier 1833[10] : Monfleury de l'Horme[11]
- janvier 1833[10] - 21 février 1839[12] : Célestin Desravinières
- 1839[12] - 1er janvier 1840[13] : Mancet[14]

1er janvier 1840 : arrêté donnant la charge du jardin à la Société d'Agriculture et d'économie rurale de la Martinique (fondée le 29 juillet 1838)
- 15 janvier 1840[12] - 1841 : Victor Segond
- 1er mai 1841 - 30 novembre 1843 : Artaud[17]
- 8 janvier 1845[18] - ? (après 1846[19]) : Charles Barillet
- 1853 - 18 novembre 1881 : Charles Bélanger[20]

1902 : destruction du jardin par l'éruption de la montagne Pelée.

## Description
Le Jardin des Plantes s'étale sur les pentes du morne Parnasse. Dans cet espace apprivoisé façonné par la main de l'homme, s’harmonisent des bassins, un château d’eau, une cascade, des canaux pour l’irrigation, un vivier, des lacs et des îlots artificiels. Des allées ombragées invitent à la promenade, et parmi elles, la célèbre allée des duels bordée de gigantesques palmiers aux troncs blancs, élevant leurs faîtes jusqu'à soixante mètres d'altitude, où les Pierrotins impétueux viennent y régler leurs litiges.
Précédant l'entrée, deux énormes fromagers constituent, selon une célèbre voyageuse, Adèle Hommaire de Hell, « les avant-gardes du Jardin des plantes ». Une partie du jardin est consacrée à une pépinière tandis que la végétation tropicale pare le reste. Cette pépinière forme une « enceinte réservée à la culture des fleurs, des plantes, des arbrisseaux » non seulement de la région des Antilles mais des 5 continents: on trouve, dans cette pépinière, des bosquets d'arbres exotiques, des bassins où fleurissent des plantes aquatiques, des plates-bandes et parterres de fleurs: roses de Caracas, hibiscus, lis de la Guyane, jasmin du Cap, etc. En dehors de cette pépinière, la végétation offre une grande variété. « Tout ce que l'Inde, la Chine, le Brésil, la Guyane ont de précieux s'y trouve acclimaté, nous dit encore Mme Hommaire de Hell, et s'y reproduit avec une fougueuse activité. » Il y pousse ainsi des acajous, des palétuviers, des balatas, des pachiras de la Guyane, des palmistes à colonnes, des sabliers, des frangipaniers roses, des mombins, des flamboyants, des aréquiers, des chênes d'Amérique, des figuiers maudits, des roseaux d'une hauteur prodigieuse. Tous ces arbres sont souvent enlacés d'immenses lianes, très remarquées aussi des visiteurs.
« C'est une des merveilles du monde, mais une merveille inconnue. Les pittoresques replis du terrain dans ce lieu féerique, où la flore tropicale si luxuriante étalait toutes ses grâces, la multitude des plantes exotiques qu'on y cultivait aussi, les productions géantes des mornes d'alentour, les palmistes reliés les uns aux autres dans un capricieux réseau de lianes, les eaux jaillissant des blocs de lave, enfin, l'imposante cascade de cet Éden, laissaient une impression et des souvenirs ineffaçables dans l'esprit de tous ceux qui le visitaient. »

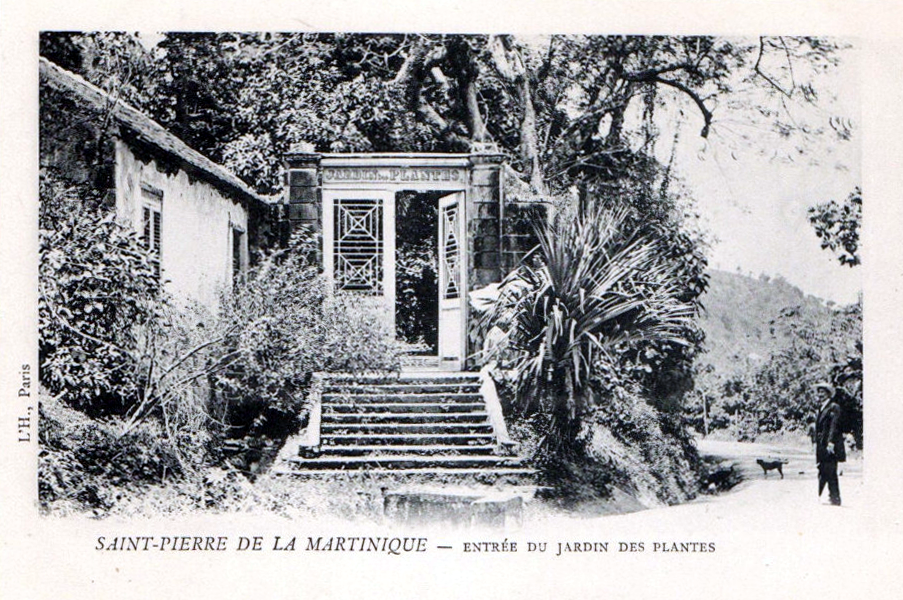
L'entrée du Jardin des Plantes.
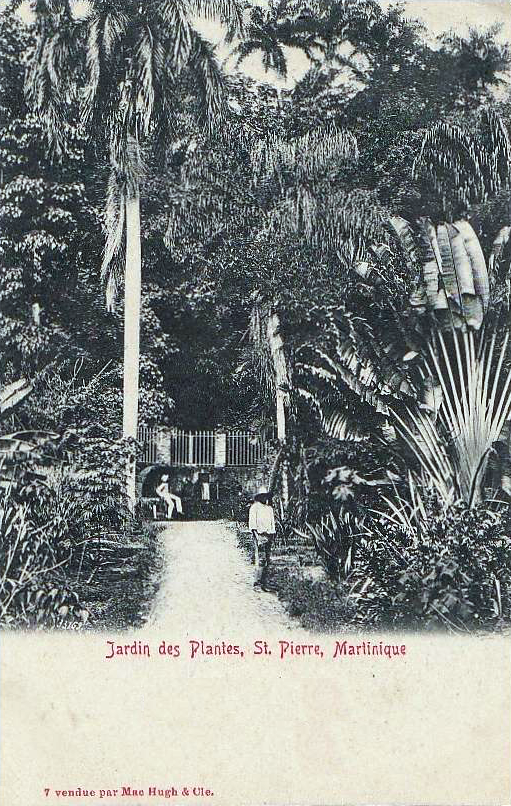
Allée du jardin.
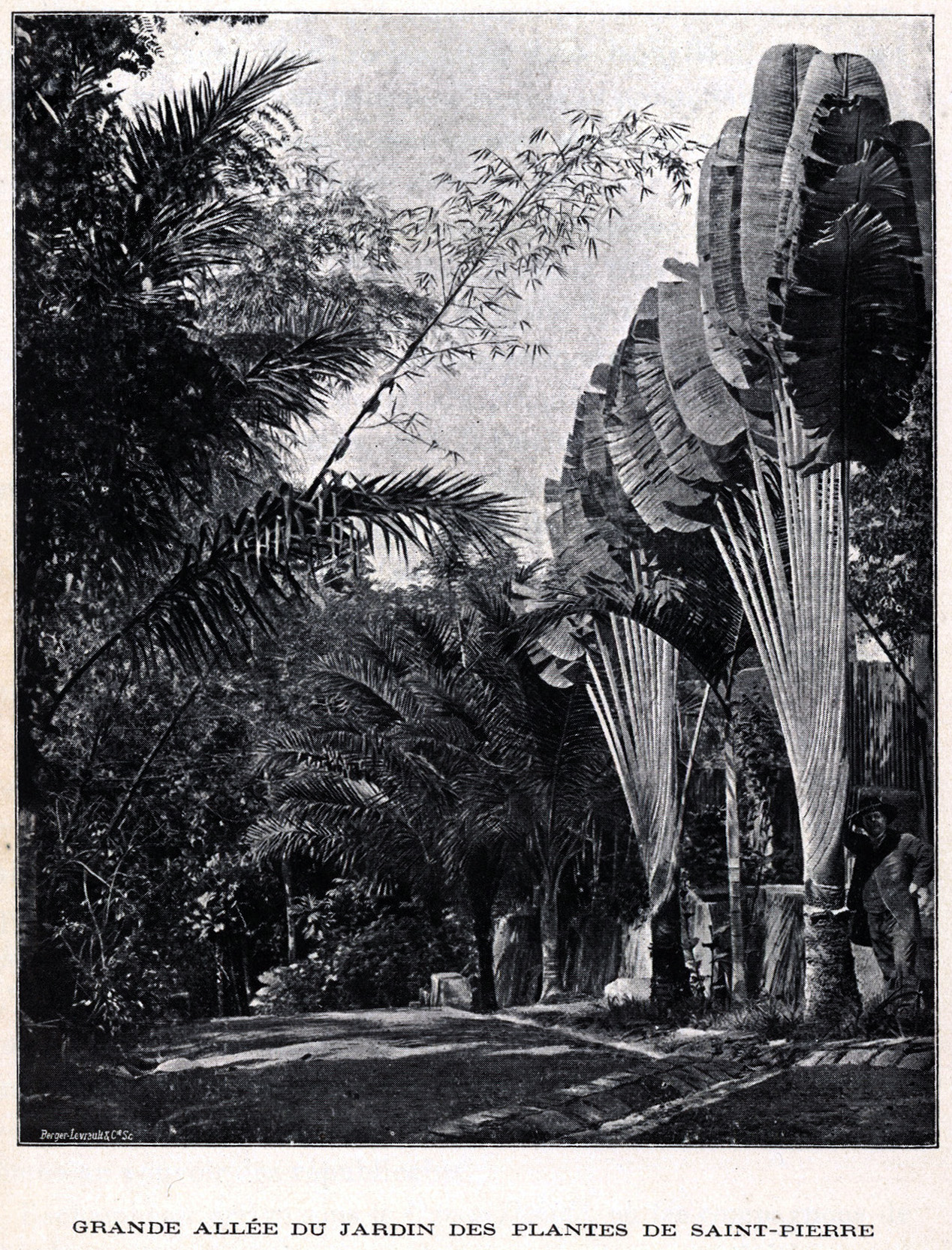
Grande allée du jardin.
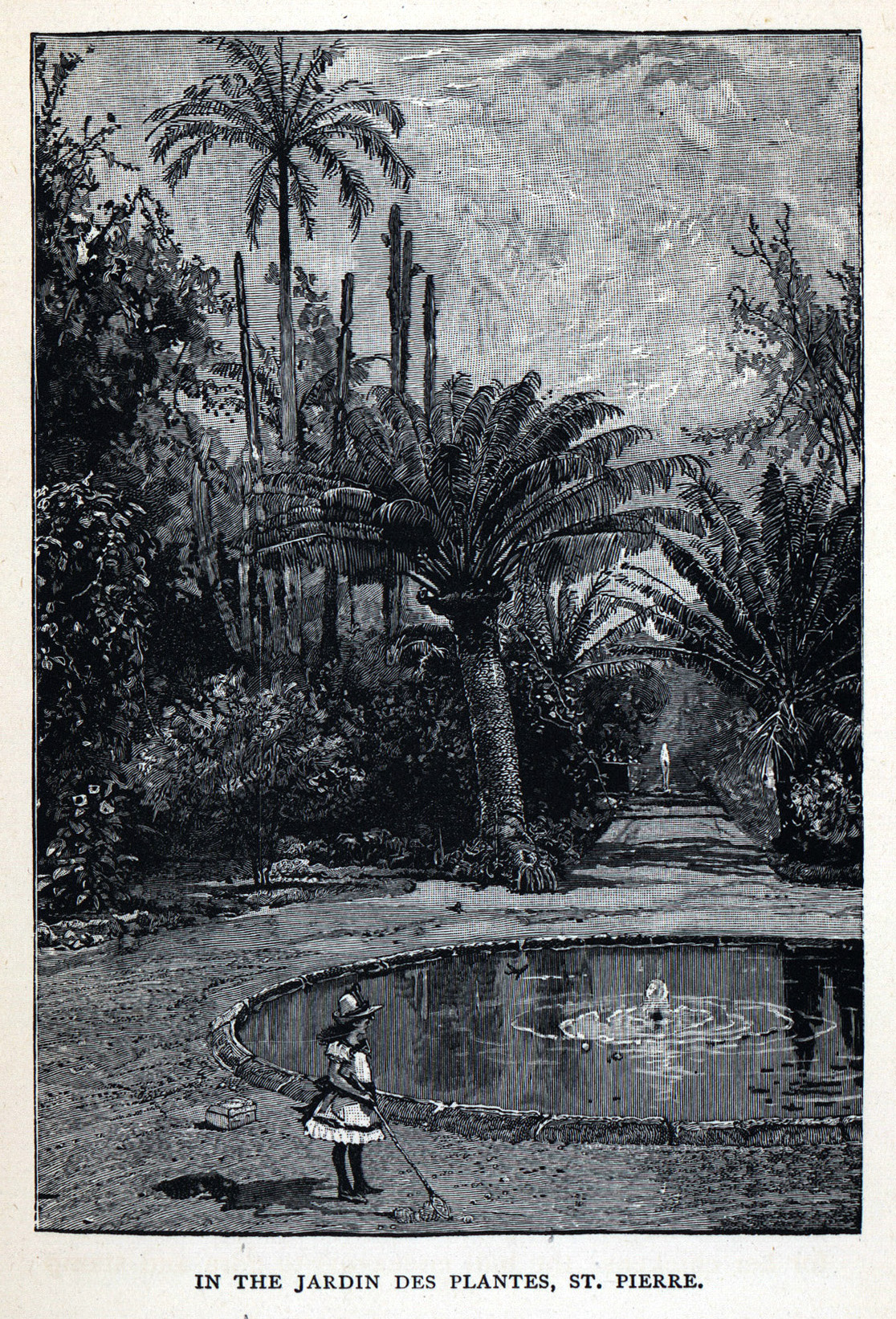
Bassin du jardin.
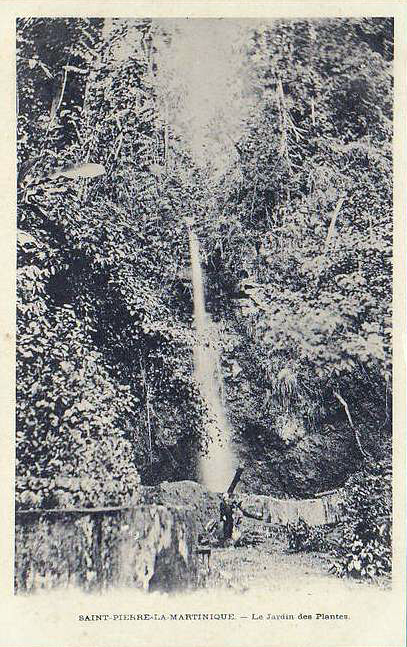
La cascade.
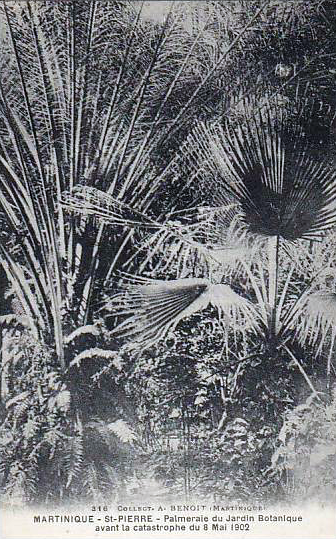
La palmeraie.

## Plantes du jardin

### Plantes de la Martinique
Le Jardin des Plantes est riche d'une grande variété de plantes rares et exotiques, mais il est également le conservatoire des plantes et végétaux alimentaires (fruits et légumes) couramment utilisés aux Antilles.

#### Arbres fruitiers
- Avocatier (Persea americana)
- Ananas (Bromelia ananas)
- Goyavier (Psidium guajava)
- Sapotillier (Manilkara zapota)
- Corossolier (Annona muricata)
- Grenadille (Passiflora edulis)
- Anacardier (Anacardium occidentale)
- Prunier mombin (Spondias mombin).

#### Végétaux alimentaires
- Banane plantain (Musa paradisiaca)
- Capraire biflore (Capraria)[N 1].
- Figue banane, variété de banane connue aussi sous le nom de Bacoba
- Manioc (Jatropha maniot)
- Igname ailée (Dioscorea alata)
- Pois d'Angole (Cytire cajan)
- Chou caraïbe (Arum esculentum)
- Patate (Convoluulits batatas)
- Melon d'eau
- Arbre à pain (Artocaipus)

### Plantes de l'île Bourbon
Par les soins de M. Boudin, négociant, le Jardin colonial des Plantes de Saint-Pierre s'enrichit en 1816 de plusieurs plantes rares de l'île Bourbon :
- Litchi
- Longanier de la Chine (Dimocarpus longan)
- Mabolo des Philippines
- Prunier de Madagascar
- Arbre à l'huile de Madagascar
- Bibacier du Japon (Eriobotrya japonica)
- Bananier figue à fruits verts.